# Kitsunegari
Kitsunegari (Kitsunegari) est le 8e épisode de la saison 5 de la série télévisée X-Files. Dans cet épisode, l'assassin Robert Patrick Modell s'échappe de prison, et Mulder et Scully doivent à nouveau l'arrêter mais Mulder est troublé par le comportement inattendu de Modell.
Cet épisode avait un scénario initialement très différent, d'après une idée de Tim Minear, mais est devenu une suite de l'épisode Autosuggestion quand il a été suggéré d'y intégrer le personnage de Robert Patrick Modell, qui avait eu beaucoup de succès auprès du public. Il a reçu des critiques mitigées.

## Résumé
Robert Patrick Modell, surnommé « le pousseur » pour ses capacités de contrôle mental, s'échappe de l'hôpital pénitentiaire de Lorton où il était détenu depuis sa sortie du coma. Skinner charge alors Mulder et Scully, qui l'avaient arrêté la première fois, de conduire les recherches. Scully craint que Modell ne veuille reprendre son jeu avec Mulder là où il l'avait laissé et les événements semblent lui donner raison quand Modell lui téléphone. Mulder refuse de rester trop longtemps en ligne, et l'appel est localisé mais Modell n'est déjà plus là.
Plus tard, Mulder et Scully arrivent sur la scène du meurtre de Nathan Bowman, qui était procureur lors du procès de Modell. La victime a été forcée d'avaler des litres de peinture bleue, alors que les murs sont couverts de l'idéogramme japonais Kitsunegari (« mort au renard »). Les deux agents apprennent que Linda Bowman, l'épouse du procureur, qui est agent immobilier, a rendez-vous avec un client nommé Fox Mulder, et deux policiers sont envoyés sur les lieux. Modell les neutralise sans les tuer, ce qui éveille la curiosité de Mulder. Ce dernier trouve Modell dans un bâtiment voisin mais « le pousseur » brise sa résistance mentale. Il le laisse toutefois sain et sauf avant de disparaître, ce qui rend Mulder encore plus dubitatif. Celui-ci pense désormais que Modell a un lien avec le meurtre de Bowman mais n'en est pas responsable.
Mulder interroge Linda Bowman et certaines de ses réponses l'amènent à penser qu'elle a le même pouvoir que Modell et que c'est elle qui a tué son mari, qu'elle avait rencontré très peu de temps auparavant. Skinner et Scully pensent que Modell a peut-être exercé son influence sur Mulder, et celui-ci est suspendu. Il continue néanmoins à enquêter, et la thérapeute qui s'est occupée de Modell lui apprend qu'il a reçu plusieurs visites d'une religieuse. Mulder est sur le point de lui montrer une photographie de Linda lorsque la thérapeute reçoit un coup de téléphone et est poussée à s'électrocuter. Pendant ce temps, Skinner découvre que Modell s'est introduit dans la maison sécurisée où Linda est gardée. Les trouvant tous les deux dans la même pièce, il tire sur Modell en croyant à tort que celui-ci est armé.
Se faisant passer pour une infirmière, Linda rend visite à Modell à l'hôpital. Elle lui promet de finir ce qu'il a commencé malgré les tentatives de Modell pour l'en dissuader, puis pousse lentement son cœur à s'arrêter pour mettre fin à ses souffrances. Mulder trouve une adresse laissée par Linda à son intention. Il s'y rend et y trouve Scully, qui, affirmant être contrôlée par Linda, retourne son arme contre elle. Linda arrive sur ces entrefaites et pointe une arme sur Mulder, tout en prétendant être Scully. Mulder est près de tirer sur elle mais hésite. C'est elle qui tire sur une forme qui bouge derrière Mulder, et celui-ci voit alors la réalité : Linda blessée gisant derrière lui et Scully en face de lui. Mulder et Scully apprennent plus tard que Linda et Modell étaient de faux jumeaux séparés à la naissance et que Linda, ayant appris l'existence de son frère, voulait le venger. Mulder garde une impression d'échec de cette affaire.

## Distribution
- David Duchovny : Fox Mulder
- Gillian Anderson : Dana Scully
- Mitch Pileggi : Walter Skinner
- Diana Scarwid : Linda Bowman
- Robert Wisden : Robert Patrick Modell
- Colleen Winton : la thérapeute

## Production
Tim Minear propose initialement une idée de scénario impliquant un athée emprisonné qui entend la voix de Dieu lui commandant de tuer un homme véritablement maléfique avant d'être inexplicablement transféré hors de prison. Il est alors recherché, Mulder étant le seul qui pense que cet homme travaille pour le bien commun. Minear est sur le point de finaliser son idée sur le papier mais l'équipe de scénaristes est pressée par le temps et a besoin d'un scénario dans les plus brefs délais. Frank Spotnitz suggère alors que le prisonnier évadé soit en fait Robert Patrick Modell, l'antagoniste de l'épisode Autosuggestion ainsi qu'un favori des fans de la série. Minear fait alors équipe avec Vince Gilligan, scénariste d'Autosuggestion, et tous deux réécrivent entièrement le script.
Robert Wisden est disponible pour reprendre le rôle de Modell, et Diana Scarwid est choisie pour interpréter sa sœur. La scène du corps de Nathan Bowman couvert de peinture bleue requiert l'usage d'un mannequin créé spécialement dans une teinte semblable. Les scènes censées se dérouler à l'hôpital de Lorton sont filmées dans un ancien entrepôt de stockage d'hôpital qui nécessite d'être auparavant entièrement nettoyé des débris et déchets qui l'encombrent. Deux traducteurs japonais sont engagés pour faire une traduction en idéogramme convenable de Kitsunegari, qui signifie en anglais « chasse au renard », car la chasse au renard n'est pas un terme facilement traduisible en japonais.

## Accueil

### Audiences
Lors de sa première diffusion aux États-Unis, l'épisode réalise un score de 11,6 sur l'échelle de Nielsen, avec 17 % de parts de marché, et est regardé par 19,75 millions de téléspectateurs.

### Accueil critique
L'épisode a reçu des critiques mitigées. Dans leur livre sur la série, Robert Shearman et Lars Pearson lui donnent la note de 3,5/5, estimant que, même s'il lui « manque la finesse d'esprit caractéristique de Vince Gilligan », l'épisode emmène les écheveaux de l'intrigue développés dans Autosuggestion « jusqu'à leur conclusion logique », et que l'interprétation générale, et celle de Robert Wisden et Diana Scarwid en particulier, « l'aide à s'élever au-dessus de la moyenne ». Le site Le Monde des Avengers évoque un épisode « d’une qualité très appréciable », où « le suspense se maintient à un niveau suffisamment élevé » alors que Modell est « toujours aussi magistralement interprété par Robert Wisden », mais les raisons du revirement de ce personnage restent floues et celui qui le remplace se révèle être « moins pétillant et original » que lui, les défauts de l'épisode devenant particulièrement évidents lors de son final « considérablement plus faible » que celui d'Autosuggestion.
Pour Zack Handlen, du site The A.V. Club, qui lui donne la note de C+, « en dehors de certaines images vraiment spectaculaires et de quelques scènes intenses, l'épisode est loin d'être aussi bon qu'Autosuggestion », notamment en raison de son traitement décevant des personnages de Scully, sceptique et obtuse au-delà du vraisemblable, et de Modell, qui n'a plus aucun désir de tuer et est devenu plus une victime qu'autre chose. Paula Vitaris, de Cinefantastique, lui donne la note de 2/4, affirmant que l'intrigue est « ringarde » et que c'est une suite « bien fade du matériau original », malgré la scène « saisissante » de Nathan Bowman couvert de peinture bleue et celle, « interprétée avec beaucoup d'émotion », où Linda arrête le cœur de son frère souffrant. John Keegan, du site Critical Myth, lui donne la note de 4/10, évoquant « une intrigue relativement mince » et un travail sur les personnages « totalement absent ».